# Kirchspiel Rensefeld

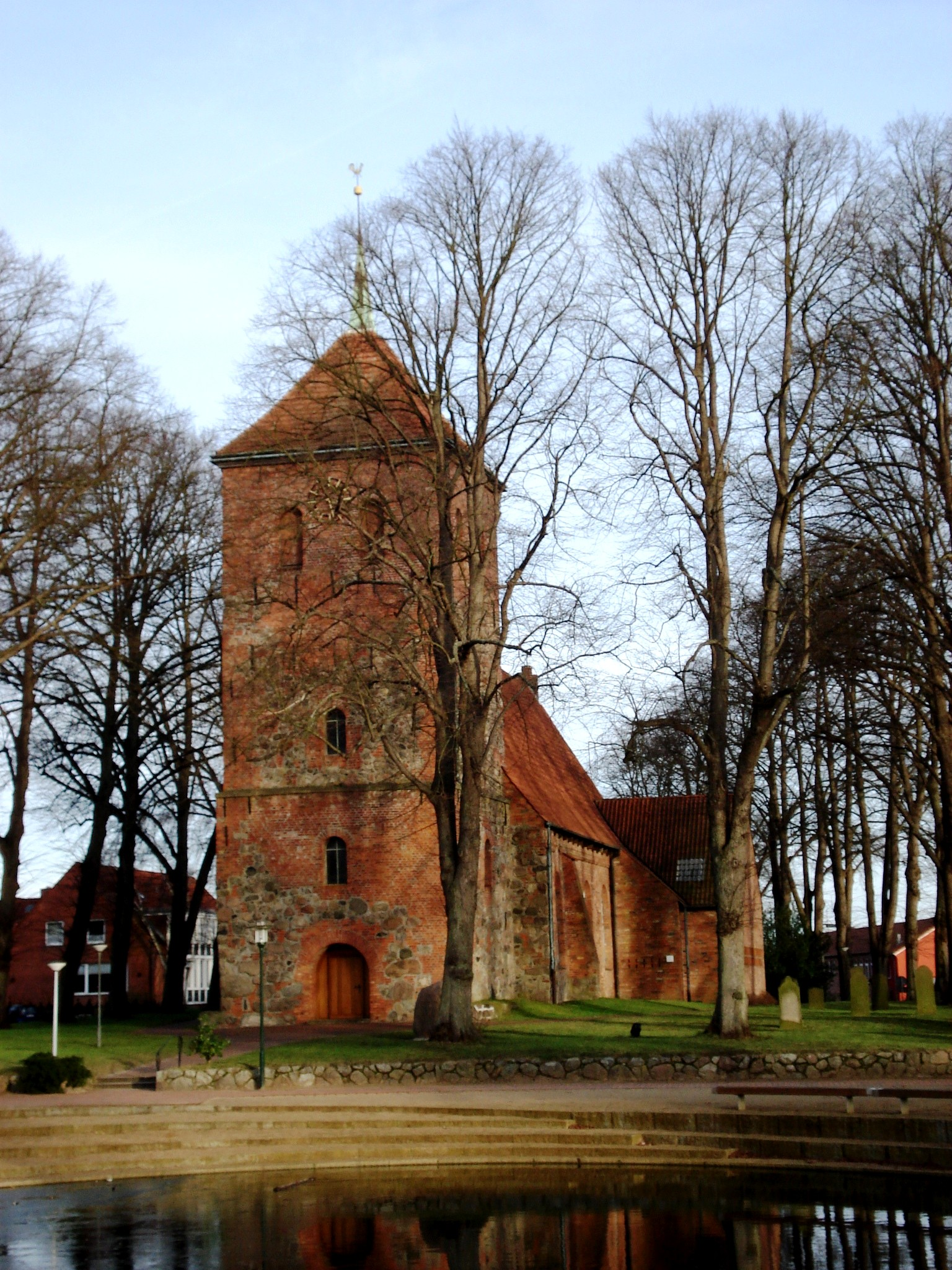
Die Rensefelder Feldsteinkirche – Die Kirche des Rensefelder Kirchspiels

Das Rensefelder Kirchspiel war das Kirchspiel der Kirche St. Fabian (Rensefeld) im Hochstift Lübeck / Fürstentum Lübeck (im heutigen Kreis Ostholstein in Schleswig-Holstein).
Dieses Kirchspiel umfasste ein sehr großes Gebiet, das sich zudem auf die bischöflichen Besitzungen des Hochstift Lübeck / Fürstentum Lübeck und die Stadt Lübeck – zwei unabhängige Territorien – erstreckte.
Zu dem Rensefelder Kirchspiel gehörten die bischöflichen Besitzungen Rensefeld mit Klein Mühlen, Schwartau, Groß Parin, Klein Parin, Cleve (bzw. das spätere Cleverbrück), das Gut Kaltenhof (bis zu dessen Niederlegung), Stockelsdorf, Mori, Eckhorst, Groß Steinrade, Bargerbruck, Bohnrade, Horsdorf und Pohnsdorf sowie die Lübecker Ortschaften Vorwerk, Trems, Krempelsdorf und Schönböken.
Mit Herauslösung der lutherischen Kirche aus der Staatsverwaltung entstand eine lutherische Landeskirche für Oldenburg, zu der das Kirchspiel zählte. Bedingt durch das starke Bevölkerungswachstum im 19. Jahrhundert entstanden zunächst weitere Pastorate. Später wurde das Gebiet des Rensefelder Kirchspiels dann in verschiedene Gemeinden aufgeteilt.
1899 wurden Stockelsdorf, Mori, Eckhorst, Groß Steinrade, Bargerbruck, Bohnrade abgetrennt und in der neu gebildeten Kirchengemeinde Stockelsdorf zusammengefasst (heute die Kirchengemeinde Stockelsdorf und Kirchengemeinde Stockelsdorf-Mori.) Die innerhalb des Lübecker Landgrabens gelegenen Gemeindeteile kamen an St. Matthäi (Lübeck) der Evangelisch-lutherischen Kirche im Lübeckischen Staate. Seit ihrer Gründung 1921 gehörte das Kirchspiel zur neuen Evangelisch-Lutherischen Landeskirche der Provinz Lübeck im Freistaat Oldenburg, die nach dem Anschluss an Schleswig-Holstein 1937 dann Evangelisch-Lutherische Kirche Eutin hieß.
Nach 1945 wurden auf dem Gebiet der Stadt Bad Schwartau die Ev. luth. Kirchengemeinde Bad Schwartau für die Ortsteile Kaltenhof und Schwartau sowie die Ev. luth. Kirchengemeinde St. Martin Cleverbrück für Cleverbrück gebildet. Die Kirchengemeinde Rensefeld umfasste danach Rensefeld, Kleinmühlen, Groß Parin, Klein Parin, Horsdorf und Pohnsdorf.
Im September 2024 wurde mit Wirkung vom 1. Januar 2025 die Aufhebung der Evangelisch-Lutherischen Kirchengemeinde Bad Schwartau, der Evangelisch-Lutherischen Kirchengemeinde Rensefeld und der Evangelisch-Lutherischen Kirchengemeinde St. Martin Cleverbrück und die Bildung der Evangelisch-Lutherischen Kirchengemeinde Schwartau angeordnet.